# Сен-Дизье
Сен-Дизье (Saint-Dizier) — самый населённый город французского департамента Верхняя Марна (ок. 30 тыс. жит.). Расположен вблизи крупнейшего во Франции искусственного озера Дер-Шантекок.

## История
Церковь в честь епископа Дизидерия и замок были заложены в начале XIII века Ги II де Дампьером. Наиболее славная страница городской истории связана с обороной Сен-Дизье от императора Карла V в 1544 году. Из средневековых памятников сохранились церкви Гиньи и Сен-Мартен. Остальные были перестроены после страшного пожара 1775 года, который стёр с лица земли три четверти городской застройки. Во время «Ста дней» Наполеон одержал свою первую победу близ Сен-Дизье.

## Авиабаза
В Сен-Дизье расположена французская военная авиабаза, с территории которой 19 марта 2011 года военные самолеты отправлялись на бомбардировку Ливии.